# شامپاین

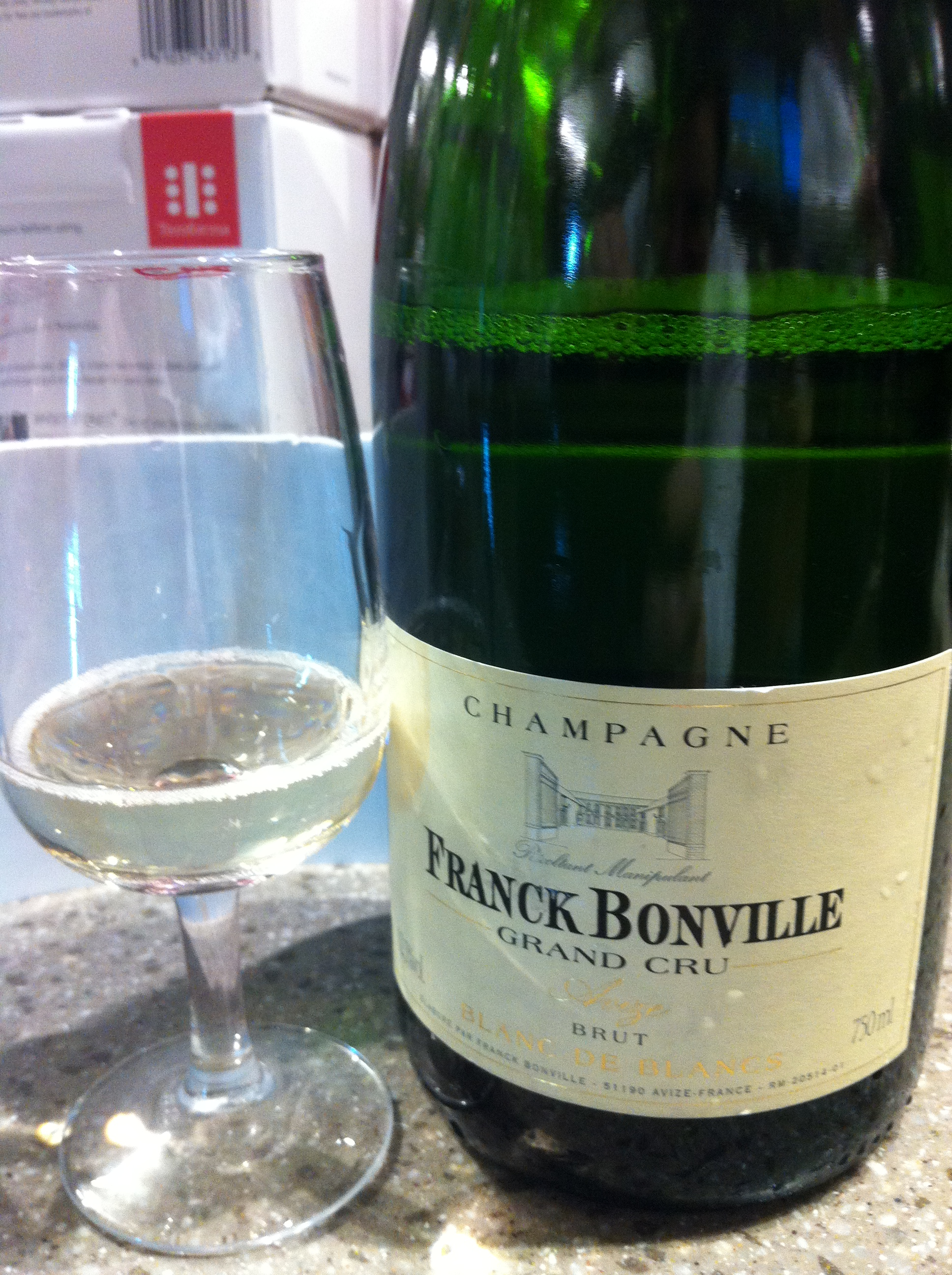
یک بطری شامپاین.

شامپاین، (به فرانسوی: Champagne) نام نوعی شراب گازدار است، که در جهان شهرت بسیاری دارد. این نوشیدنی علاوه بر شهرتش در تمام جهان، بیشتر در جشن‌ها مصرف می‌شود.
این نوع شراب در ناحیه‌ای به نام شامپاین در فرانسه ساخته می‌شود و نام خود را نیز از همین مکان گرفته‌است. از آنجا که بعضی از سازندگان شراب در دیگر قسمت‌های دنیا از عنوان شامپاین استفاده می‌کنند بسیاری از کشور‌ها استفاده از این نام را محدود به نوع شرابهایی کرده‌اند که از شامپاین فرانسه می‌آیند. در اروپا، این قانون را (Protected Designation of Origin (PDO ابلاغ کرده و استفاده می‌شود. در بقیه کشورها مثل آمریکا و فرانسه، استفاده از این نام و عنوان آن هم تحت شرایط خاص برای آمریکایی‌های تولیدکننده شرابهای گازدار قابل استفاده‌است.
شرابهای منطقه شامپاین قبل از قرون وسطی شناخته شده بودند. کلیساها مکان‌هایی برای تولید شراب داشتند و کشیشان از شراب در مراسم آیینی و دینی خود استفاده می‌کردند. پادشاهان فرانسه به صورت سنتی در Remis غسل داده می‌شدند و از شامپاین برای قسمتی از مراسم تاجگذاری استفاده می‌کردند. آن‌ها روشنایی، درخشش و تلالو شراب را می‌ستودند و از آن برای اعلام بیعت با دیگر پادشاهان در اروپا استفاده می‌کردند. در قرن ۱۷ میلادی همچنان از شامپاین به عنوان شرابی برای جشن در کشورهای اروپایی استفاده می‌شد. انگلیس در آن دوران بیشترین مصرف‌کنندگان شامپاین را در بین کشورهای دیگر داشت.
اولین آگهی این نوع شراب‌ها حدود سال ۱۸۳۵ میلادی و در جایی به نام Limoux ساخته شد. در سال‌های ۱۷۰۰ میلادی، شامپاین، یعنی نوشیدنی‌ایی که در حال حاضر ما آن را می‌شناسیم، متولد شد. حداقل ۳۰ سال قبل از تلاش‌هایِ Dom Perignon، فیزیک‌دانان [انگلیس] یک تخمیر ثانویه را با اضافه کردن شکر، به‌دست آورده بودند. در سال ۱۶۶۲ میلادی Merrettn به خانواده سلطنتی [کاغذ] را ارائه داد که در آن در مورد جزئیات روشی به نام «شامپاین» یا «شامپاین مِتُد» نوشته شده بود.
اگرچه کشیش فرانسوی دام پریگنون(Dom Perignon)، شامپاین را اختراع نکرده‌است، امّا سهم قابل توجهی در توسعه، ساخت و پرداخت این نوع شراب ارائه داده‌است. به عنوان مثال قرار دادن یک [چوب پنبه] بر دهانهٔ بطری‌ها برای جلوگیری از فشار گازهای حاصل از تخمیر، از کارهای اوست.
بسیاری بر این عقیده‌اند که اولین شامپاین با ریواس ساخته شد، اما آن روش به علت پرهزینه بودن به مرور تغییر کرد.
در تمامی اروپا درباریان، شامپاین را به عنوان شرابی یکتا و بی نظیر می‌شناختند و آن را به قدرت و اشرافیت ربط می‌دادند. افرادی که شامپاین را می‌ساختند به تاریخ و هویت شرابشان علاقه‌مند بوده و به این خاطر شامپاین را به اشرافیت، جشنواره‌ها و مراسم و تشریفات مذهبی نسبت داده و درخورِ این مراسم و همچین افراد ثروتمند می‌دانستند. تلاش این افراد با پدیدار شدن طبقه متوسطی که سرمایه خود را در راه‌هایی مانند خریدن شامپاین خرج می‌کردند، مقارن گردید و در نتیجه سازندگان شامپاین سود بسیاری کسب کردند.
در سال ۱۸ میلادی، جورج لیبورن(George Leybourne) یکی از افراد سرشناس و هنرمندان آن روزها، حمایت و تبلیغ شامپاین را مشغلهٔ خود ساخت. یکی از سازندگان شامپاین به نام موئت (Moët) از وی خواست تا در مورد شامپاین ترانه‌هایی بسازد. به‌ویژه در مورد مواردی چون تأثیرات آن و داشتن یک زندگی خوب و زیبا با شامپاین. این هنرمند همچنین قبول کرد که در هیچ مکان عمومی، نوشیدنیِ الکلی به غیر از شامپاین را ننوشد. لیبورن با این کارها آب و رنگ فریبنده‌ای به شامپاین، به عنوان یکی از مهم‌ترین نوشیدنی‌های در مناسبات اجتماعی، داد به‌طوری که نتیجه آن هنوز دیده می‌شود و مردم شامپاین را با همان عنوان‌ها می‌شناسند.
در دهه ۱۹۰۰ میلادی، شامپاین بسیار شیرین تر از شامپاینی بود که امروزه نوشیده می‌شود. روس‌ها ترجیح می‌دادند در شامپاین به ازای هر یک لیتر، ۳۰۰ گرم شیرین‌کننده داشته باشند. تغییرات اساسی در شامپاین وقتی آغاز شد که پریِر جوئت (Perrier-Jouët) در سال ۱۸۴۶ میلادی، تصمیم گرفت بدون شیرین کردن انگورهای شرابی، آن‌ها را به لندن صادر کند و به این ترتیب طرح شامپاین خشک (شامپاین مدرن)، در سال ۱۸۷۶ میلادی در انگلستان ایجاد شد.